# 대한민국 민방위대
대한민국 민방위대(大韓民國 民防衛隊, 영어: Republic Of Korea Civil Defense Corps, ROKCDC)는 대한민국의 민방위 조직이다. 행정안전부 관할의 조직으로, 대한민국에서는 남성들에게 병역 의무와 함께 훈련 등 참여를 법적으로 강제한다.
민방위 대원의 총 수는 362만 명에 달하며 연간 10일, 50시간 한도의 교육을 의무로 하며(실제로는 1~2년 차 매년 4시간 1회 현장 교육, 이후 4년 차까지는 매년 2시간 1회 자택, 나머지 40세까지는 1시간 1회 자택) 비상시에는 행정안전부 장관이 지휘한다.
예비군 이후의 병역 의무로서 기본적으로 무급이다. 그러나 민방위 대원이 업무 수행 중에 사망하면 그에 합당한 보상을 하여야 한다. 여성은 현역과 예비군에 있어서와 마찬가지로 민방위대 복무 의무가 없다.
민방위대와는 별개로, 병역이 아닌 (헌법에 명시된 성별 불문 국민으로서의) 국방 의무에 따라, '비상자원관리법'에 따른 '행정안전부 소관 비상대비자원 관리법 시행규칙' 중 별도 별표 '인력자원 관리 직종'을 보면, '인적자원'으로서 성별 불문 20세부터 60세까지의 해당 면허 소지자와 관련 직종에 종사하는 대한민국 국민, 그리고 '물적자원'으로서 관련 업체 및 물자는 전시와 사변, 또는 이에 준하는 비상시(비상 사태), 국가의 인력·물자 등 자원을 효율적으로 활용할 수 있도록 이에 대비한 계획의 수립·자원관리·교육 및 훈련 등에 필요함을 규정하고 있다. 이에 따른 훈련은 1년 간 7일 내로 한다. '비상대비자원 관리법 시행규칙' 상 훈련 면제 대상에는 민방위대 훈련 면제 대상 외 성별 불문 56세~60세와 기혼 여성을 포함한다.

## 역사
1951년 1월 당시 계엄사령부에 민방공 본부(民防空本部)가 창설되었다가 같은 해 1월 29일에 그 중요업무가 내무부 치안국에 이관되었다. 이후 1975년 7월 25일에 제정된 민방위기본법에 의해 같은 해 9월 22일에 발족했다. 이와 함께 중요 시책을 심의하기 위하여 국무총리 소속으로 중앙 민방위 협의회를 두고, 그 구체적 업무를 전담하기 위하여 내무부에 민방위 본부를 설치하였다. 1975년 4월 남베트남의 함락이 박정희 정권에게 한반도도 공산화 될 수 있다는 위기감을 불러왔기 때문에 민방위를 조직하여 군사 체제를 강화하게 된 것이 민방위대의 창설 배경이다.

## 민방위대의 구성
1975년 창설 당시에는 대한민국 남성 중 예비군 훈련을 마친 현역이나 보충역 필인 자, 혹은 제2국민역인 20세부터 50세까지의 모든 이었다. 하지만 2000년부터는 20세가 되는 해의 1월 1일부터 45세가 되는 해의 12월 31일까지로 변경되었고, 이어서 2007년부터 평시의 경우 40세, 전시의 경우 45세로 단축 되었다. 그러나 전시·사변 또는 이에 준하는 비상사태 시 국무총리가 중앙민방위협의회의 심의를 거쳐 50세까지 연장할 수 있다.
병역판정검사 결과 재검 대상인 7급이어도 재학 중인 정규학교 학생 등 제외 대상이 아닐 경우 민방위 훈련은 받는다. 이후 1~4급을 받았더라도 민방위대는 예비군처럼 편성년수가 아닌 교육년수를 적용 받기 때문에 훈련 시간이 1년 당 4시간에서 1시간으로 감면된다.
국회의원·지방의회의원·교육위원회의 교육위원·경찰공무원·소방공무원·교정직공무원·군인·군무원·향토예비군·등대원·청원경찰·의용소방대원, 주한미군 부대의 고용원, 원양어선 또는 외항선의 선원으로서 연 6개월 이상 승선하는 자, 도서·벽지 진흥법에서 정하는 도서벽지에서 근무하는 교원, 현역 입영대상자나 보충역 소집대상자, 기타 민방위기본법 시행령에서 정하는 학생·심신장애자·만성허약자,여성은 제외된다.
한편 하사 이상 간부의 예비군 복무 기간은 계급 정년에 따라 최소 하사는 40세까지이나, 전역 이후 6년 간 동원훈련만 받으면 끝이다. 예비군에 소속되어 있는 동안은 민방위대에 편성되어 있지 않아 민방위대 훈련은 없다. 민방위대 편성 기간은 평시의 경우 40세, 전시의 경우 45세이므로, 전역 이후 오직 6년 간 동원훈련만 받으면 되는 것이다.
또한 현역에 20년 이상 근무한 경우 본인 지원에 의하여 예비역으로의 전역 없이 바로 퇴역하여 민방위대로 편입할 수 있다. 반대로 연령정년에 도달한 경우나 여군의 경우에는 본인 지원에 의하여만 예비역으로 편입된다. 여군은 기본적으로는 바로 퇴역됨은 물론 민방위대로도 편성되지 않는다.
본인의 지원에 의함은 오직 장교와 준사관(준위), 부사관에 한한다. 병으로는 병역법에 의하여만 징집되는 것이다.

## 편성과 조직
민방위대는 주소지를 단위로 하는 지역민방위대와 직장을 단위로 하는 직장민방위대로 편성된다.

## 민방위대의 역할

경보시 행동 지침

민방위대의 역할은 민방위 사태 하에서 교통 질서 확립, 주민 통제, 특정 지역의 경비와 단속, 통신 연락, 불심자 색출 등으로 다양하다. 동시에 적의 공중 공격이나 급박한 재난으로부터 주민의 생명과 재산을 보호하고 위해를 최소로 경감 시키기 위하여 범국민적인 훈련을 실시하고 있다.

## 민방위 교육
민방위 교육이란 민방위 대원이 각종 재난이나 적의 침공 등 민방위 사태가 발생하였을 때, 효율적으로 대처함으로써 주민의 생명과 재산을 보호 할 수 있도록 투철한 사명감과 국가관을 확립하고 그 임무와 역할 수행에 필요한 지식과 기술을 습득하는 일련의 과정을 말한다. 1~2년 차의 민방위 대원은 연 4시간의 기본 현장 교육을 받아야 하고 3년 차 이상 민방위 대원은 연 1회 사이버 교육에 참석하여야 한다(4년 차까지는 2시간, 이후는 1시간).
민방위 사이버 교육은 동영상 시청 후, 평가 문제 20개를 풀어서 70점 이상을 맞아야 수료증을 받을 수 있다. 평가 종목은 민방위 기본, 응급처치 및 화재 대비, 화생방 및 민방위 경보, 핵 위협, 풍수해 대비, 지진/해일, 건물 붕괴 등이다.

## 민방위대의 감면, 면제 대상
- 민방위대 1~2년 차는 연간 1회 4시간 현장, 그 이후 4년 차까지는 2시간 사이버, 나머지 40세까지는 1시간 사이버로 받는다.
- 질병으로 인한 민방위 훈련 면제는 일반 진단서로도 가능하다. 징병검사에 따른 한편 6급 병역면제에 해당되면 예비군은 물론 민방위대에도 면제된다.
- 민방위대는 병무청이 아닌, 소방청과 각 구청의 소관이다. 면제 서류는 동사무소에 제출한다.

## 폐지에 대한 의견
- 2008년 대선 당시 정동영 후보가 대통령 임기 내인 2013년 2월 이전까지, 복무 기간을 육군 기준 1년 6개월로 줄이며, 예비군과 민방위대 소집을 폐지할 것을 공약한 바가 있었다. 또한 전투경찰(작전전경, 의무경찰, 해양경찰)봉급을 임기 내에 월 20만원 수준으로 인상하고, 전투경찰 출신 경찰관 특채 제도를 부활하겠다는 공약도 내세웠다.[9][10]

- '공약 15. 모병제 기반 구축과 지원예비군제 도입' -아래는 정동영 후보의 공약 내용

- 우리 군은 징병제와 전근대적 군 문화로 인해 병역기피 현상이 사회문제로 상존하고, 소극적 군 생활과 사기 및 자긍심 부족으로 전투력이 저하되는 문제점이 있습니다. 이러한 문제점을 해결하기 위해서는 평화 체제를 전제로 선진국 병역 형태인 모병제로 나아가는 것이 필요합니다. 그러나 현존 위협 하에서 모병제로 바로 전환하는 것은 무리이므로 임기 중에 모병제의 기반을 마련하겠습니다.
- 이를 위해 임기 중 50,000명의 정예 유급지원병을 양성하고, 병 복무 기간은 임기 중 1년 6개월로 단축하겠습니다. (노무현 정부에서 2014년까지 계획된 것을 2012년으로 앞당겨 실현)
- 평화 체제와 모병제를 기반으로 할 때, 현행 전 국민을 대상으로 한 일괄적인 예비군제도는 폐지하고, 전역 후 자원에 의한 지원 예비군을 약 50만 명 규모로 정예화 하겠습니다. 상근 예비군 은 생업에 종사하면서 연간 약 10%(약 4~5주)의 기간만큼 군에 입영 복무하고, 예비군 복무 기간 중에도 목표 수준별로 진급할 수 있도록 하겠습니다.
- 민방위 제도는 향후 전면 폐지하고 유사시를 대비한 행정적 편성 체제만 유지하겠습니다.

## 같이 보기
- 대한민국 예비군(ROKRF)
- 대한민국 국군(ROK Armed Forces)
- 나라별 민간방위(영어판)
- 대한민국의 군사조직 목록
- 대한민국 소방청
- 준군사조직
- 대한민국 병무청(국방부 산하)
- 민방위의 날 훈련
  - 공습 경보
  - 지진 해일 대피훈련
- 버그아웃 백(영어판)
- 서바이벌 키트(영어판)
- 10대 필수품목(영어판)
- 스카웃 아웃도어 필수품목(영어판)
- 72시간 조항(영어판)